# 260-та піхотна дивізія (Третій Рейх)
260-та піхотна дивізія (Третій Рейх) (нім. 260. Infanterie-Division) — піхотна дивізія Вермахту за часів Другої світової війни. 7 серпня 1944 через серйозні втрати в боях на Східному фронті під час операції «Багратіон» переформована на корпусну групу «G».

## Історія
260-та піхотна дивізія сформована 26 серпня 1939 у Людвігсбурзі в V-му військового округу (нім. Wehrkreis V) із залученням резервів зі складу XIII-го військового округу (нім. Wehrkreis XIII) під час 4-ї хвилі мобілізації Вермахту.

## Райони бойових дій
- Німеччина (Західний Вал) (серпень 1939 — травень 1940);
- Франція (травень 1940 — травень 1941);
- Генеральна губернія (травень — червень 1941);
- СРСР (центральний напрямок) (червень — серпень 1941);
- СРСР (південний напрямок) (серпень — жовтень 1941);
- СРСР (центральний напрямок) (жовтень 1941 — липень 1944).

## Командування

### Командири
- оберст Ганс Шмідт (нім. Hans Schmidt) (26 серпня 1939 — 1 січня 1942);
- оберст, з 1 квітня 1942 генерал-майор Вальтер Гам (нім. Walther Hahm) (1 січня — 27 серпня 1942);
- оберст, з 1 вересня 1942 генерал-майор Дітріх фон Хольтіц (нім. Dietrich von Choltitz) (27 серпня — 6 жовтня 1942, ТВО);
- генерал-майор, з 1 січня 1943 генерал-лейтенант Вальтер Гам (6 жовтня 1942 — 9 листопада 1943);
- генерал-майор, з 1 травня 1944 генерал-лейтенант Роберт Шлютер (нім. Robert Schlüter) (9 листопада 1943 — 21 квітня 1944);
- генерал-майор Гюнтер Кламмт (нім. Günther Klammt) (21 квітня — 9 липня 1944).